# Желтобрюхая райская птица
Желтобрюхая райская птица (лат. Loboparadisea sericea) — вид воробьиных птиц из семейства Cnemophilidae.
Вид распространён в тропических горных дождевых лесах Новой Гвинеи.
Мелкие птицы с небольшими коническими клювами, округлыми крыльями, коротким, квадратным хвостом и маленькими ногами. Тело длиной 17 см, весом 50—77 г. Голова рыже-коричневого окраса. Передняя часть спины, крылья и хвост светло-коричневые. Брюхо, грудь, задняя часть спины серо-жёлтого цвета. У самцов над клювом имеется синий мясистый нарост.
Птицы живут в тропическом дождевом лесу. Питаются фруктами, изредка могут дополнять рацион насекомыми. Сезон размножения длится с мая по октябрь.

## Подвиды
Международный союз орнитологов выделяет 2 подвида:
- Loboparadisea sericea sericea, номинативный подвид, распространённый в западной части ареала;
- Loboparadisea sericea aurora Mayr, 1930, распространённый в юго-восточной части ареала.